# Сукоби у Републици Македонији (2012)
Сукоби у Северној Македонији 2012. су међуетнички сукоби између Македонаца и Албанаца који су почели у јануару 2012. године, након протеста муслимана због наводне увреде према исламу. У тим инцидентима нападнуто је 40 а повређено 38 особа. Дана 7. марта 2012. немири су се проширили и на сам главни град, Скопље, у којем је више особа повређено у нападима Албанаца на Македонце. До 11. марта сукоби су забележени и у Тетову и у Прилепу.
Северномакедонска полиција, како би одговорила на сукобе у држави, повећала је број полицајаца на улицама и организовала хапшења учесника инцидената. Средином марта немири су се проредили и потпуно престали.

## Позадина
На карневалу, који је одржан 13. и 14. јануара у суседном селу Вевчани, једна од маски је на сатиричан начин исмејавала свету књигу муслимана Куран, док су неки учесници карневала запалили и сахранили грчку заставу, након чега је грчка амбасада упутила протест македонској влади због вређања грчке државе. Након карневала у Вевчанима, заоштрили су се односи и са Албанцима. Крајем јануара 2012. Албанци су у етнички мешовитом селу код Струге запалили православну цркву као одговор на то што су Македонци из оближњег села исмејавали ислам и Куран. Након тога су Албанци у Струги запалили заставу Републике Македоније и отпочели протесте исламских верника. Од почетка 2012. догодило се око 25 случајева ремећења јавног реда и мира у којима су учествовали припадници свих етничких заједница. У тим инцидентима нападнуто је 40 а повређено 38 особа. 
Дана 28. фебруара, убиство двојице Албанаца у Гостивару од стране македонског полицајца због свађе добило је етничке конотације.

## Догађаји
Сукоби су почели у Скопљу када је у градском превозу дошло до низа инцидената између Македонаца и Албанаца.

### Март 2012: насиље у македонским градовима
Сукоб је почео у току ноћи 7. марта када је дошло до два инцидента у градском превозу у Скопљу. Први инцидент се десио када је група младих ушла у градски аутобус и започела тучу у којој је повређено пет особа укључујући и једну жену. Други је био у скопском насељу Чаир, које је насељено већином Албанцима, када је повређено двоје путника и возач који је покушао да спречи насилнике да уђу у аутобус. После инцидента возач аутобуса је пребачен у болницу. Ови сукоби су настављени и следећег дана када је група од 18 насилника малтретирала путнике аутобуса и притом су повређена двојица младића.
Инциденти 8. марта 2012. су били реакција на инциденте од 7. марта 2012. Први инцидент се догодио у Тетову када су двојица непознатих Албанаца препречили пут „опел кадетом“ тројици Македонаца који су се налазили у комбију. Један од Албанаца је изашао из кола а притом извадио пиштољ и уперио га у правцу тројице Македонаца говорећи: „Сад ћу да вас убијем, ово је освета зато што ви Скопљанци тучете албанску децу у Скопљу“.
У Скопљу и Тетову су се 9. марта 2012. десиле четири туче између Албанаца и Македонаца у којима је повређено више људи и један полицајац. У насељу Ђорче Петров у Скопљу група Албанаца је напала и претукла металним и дрвеним предметима двојицу младића македонске националности који су пребачени у болницу. Такође, у Тетову тројица нападача су претукли једног 17-годишњака. Око 17 часова у градском парку у Скопљу четири особе албанске националности претукли су металним шипкама троје малолетне деце македонске националности, од којих је двоје завршило у болници. Услед ових инцидената каменовано је и неколико аутобуса.
Сукоби између Македонаца и Албанаца су поред Скопља и Тетова захватили и Прилеп. Висећи мост преко Вардара који повезује скопско насеље Ђорче Петров и село Лака, запаљен је 10. марта 2012. У Скопљу је група Албанаца напала тројицу Македонаца, док је у насељу Ђорче Петров на више албанских радњи полупано стакло. Нешто касније у истом насељу је група Албанаца претукла 66-годишњег Македонца. Дан у Тетову је обележио инцидент када је група Албанаца изударала моткама једну девојку.
Македонска полиција распоређена је по градовима у којима је претходних дана дошло до сукоба између Македонаца и Албанаца. У акцијама полиције у Скопљу и Тетову приведено је седам особа за које се сумња да су учествовали у међуетничким сукобима. Такође, истог дана су запленили и велику количину оружја (пиштоља, ножева, боксера).
Дана 13. марта, у Струги су Албанци каменовали аутобус приватне компаније из села Вевчани. У Битољу је пребијена једна жена. У Прилепу су нападнути ученици муслиманске вероисповести од којих је троје повређено. У месту Рашче ватреним оружјем је нападнуто лице албанске националности и тешко рањено. Рањеник је подлегао повредама.
Фудбалска утакмица између Шкендије из Тетова и Вардара из Скопља заказана за 15. март је одложена након претње албанских навијача.
Дана 14. марта, у скопском етнички мешовитом насељу Топанско поље дошло је до инцидента када је група од десет непознатих младића напала 16-годишњег дечака и притом му нанела лакше телесне повреде. Истог дана дошло је и до инцидента у Тетову када су двоје ученика основне школе „Ћирило и Методије“ у школском дворишту претукли једног 14-годишњег дечака из села Фалише.
После неколико мирних дана 16. марта око 20 часова, у Скопљу се десио још један инцидент када је каменован аутобус јавног превоза који саобраћа до оближњег села Стајковци. Према извештају МУП-а од поломљеног стакла повређен је један полицајац и једна 31-годишња женска особа. Обоје повређених су после указане лекарске помоћи пуштени на кућно лечење. Македонска полиција је истог дана ухапсила тројицу осумњичених за напад на 19-годишњег момка који се десио у уторак, 13. марта, на истој аутобуској линији.
Дана 17. марта 2012. одржан је у Скопљу Марш за мир у организацији невладине организације Заједно за мир. Овај марш подржала је 71 грађанска организација као и велики број јавних личности. Како организатори саопштавају циљ марша је да се осуди насиље и да се покаже да је у Македонији могућ суживот различитих етничких група.
На скупу се окупило око 2.000 људи. Скупу је присуствовао и председник Северне Македоније Ђорђе Иванов. На почетку скупа, у Градском парку у Скопљу, прочитан је проглас на шест језика чија је главна порука: Ми смо за мир, желимо да живимо једни са другима, а не једни поред других. На скупу су се појавиле многе личности јавног живота Републике Македоније, интелектуалци, музичари и глумци, између осталих и музичари Влатко Стефановски и Есма Реџепова. Реџепова је у свом обраћању поручила да је: Боље да сада ми марширамо за мир, него сутра војници.
Током 19. марта у Скопљу је у неколико одвојених инцидената повређено укупно пет људи. У једном таквом инциденту у Скопљу група од неколико насилника моткама и песницама претукла је једног младића. Како медији извештавају напади су уследили након стишавања ситуације, што је резултат значајно већег присуства полицајаца на улицама македонских градова. Група изгредника је напала женску особу у аутобусу недалеко од железничке станице у Скопљу. Истог дана један Албанац напао је и претукао двојицу младића у насељу Карпош. У Тетову је један малолетник напао полицајца током утакмице у малом фудбалу. У истом месту полиција је ухапсила двојицу Албанаца који су продавали опрему за нереде (ножеве, пендреке, боксере).
Дана 20. марта дошло је до неколико инцидената у коме су каменовани аутобуси и један међународни воз од стране непознатих починиоца при чему је нанета мања материјална штета. Ови инциденти су се догодили у околини Куманова након чега је градоначелник тог града најавио строжу полицијску контролу у том делу Северне Македоније. Касније, истог дана у Кондову нападнут је и бивши функционер Демократске партије Албанаца Валон Бела услед чега је задобио лакше повреде.

### 12. април 2012: вишеструко убиство код Железарских језера
Увече 12. априла, тела петорице Македонаца пронађена су код Железарских језера код насеља Смиљковци, у близини обилазнице око Скопља. Убијени су Филип Славковски, Александар Наћевски, Цветанчо Ацевски и Киро Тричковски. Пети убијени је 45-годишњи Борче Стефковски чије је тело пронађено стотинак метара да места на којем су убијена четворица младића. Четворо страдалих, младићи у доби између 18 и 20 година, убијено је стилом егзекуције ватреним оружјем. Пета особа убијена је вероватно јер је била сведок егзекуције четворице младића.
Ово вишеструко убиство је појачао већ постојеће међуетничке инциденте. У селу Радишане, одакле убијени младићи потичу, следећега дана је дошло до протеста који су укључивали блокаде путева и нападе на куће Албанаца. Специјалне снаге македонске полиције успјеле су спријечити напад македонских младића на оближње село Љуботен, насељено углавном Албанцима.

### 17. април 2012: Претње непознате албанске групе македонској војсци и полицији
Дана 17. априла, самопрозвана „Армија за ослобођење окупираних албанских земаља“, запретила је нападом на македонску војску и полицију ако се не повуку са окупираних албанских земаља. У саопштењу објављеном на сајту „Поталб“ на албанском језику тврди се да је та самозвана армија у Митровици одржала састанак свог генералштаба, са кога је македонској влади упутила ултиматум да се у року од две недеље повуче са окупираних и колонизованих албанских земаља, иначе ће напасти македонске полицијске и војне структуре.
У истом саопштењу тврди се да се у Северној Македонији свакодневно крше права Албанаца:
„Просрпска влада Николе Груевског шири антиалбанску идеологију и инсценира нападе на невине Албанце, блокирају се албанска села од стране Македонаца, а нико од корумпираних политичара у етничкој Албанији не реагује, јер су сви продане душе и издајице отаџбине, пише у тексту“.

## Реакције на инциденте
На сукобе у Скопљу реаговало је министарство унутрашњих послова Северне Македоније, као и сама министарка Гордана Јанкуловска која је позвала на смиривање тензија. Министарка Јанкуловска је осудила сукобе и окривила појединце који желе да наруше међуетничке односе у држави. Поред министарке, многи политичари као и премијер Никола Груевски позвали су појединце на смиривање ситуације, док су стручњаци у Републици Македонији упозорили да се оваква ситуација не сме занемарити и да је треба решити пре него што дође до сукоба већих размера.
Дана 9. марта је ванредно расправљао парламентарни Комитет за односе међу заједницама. На почетку седнице обратила се министарка унутрашњих послова Републике Македоније Гордана Јанкуловска и изјавила да се од почетка 2012. догодило око 25 случајева ремећења јавног реда и мира у којима су учествовали припадници свих етничких заједница. У тим инцидентима нападнуто је 40 а повређено 38 особа. Неки учесници сукоба су приведени и против њих ће бити покренут кривични поступак. Гордана Јанкуловска је и на овој седници позвала појединце да не покрећу насиље и да не доводе до сукоба. Чланови Комитета из опозиционе странке Албанаца (ДПА) напустили су седницу после велике расправе говорећи да не желе да учествују у маскаради. Они су за инциденте који се дешавају последњих дана оптужили владајућу коалицију. Највећа опозициона странка СДСМ осудила је ове инциденте и позвала власт да уведе санкције учесницима сукоба како би дошло до смиривања тензија. Стручњаци наводе да су можда ови сукоби последица Референдума на северу Косова и Метохије и ширења идеје о настанку Велике Албаније. Представници ЕУ и ОЕБС-а су такође осудили ове инциденте и позвали на смиривање ситуације.
Лидер Демократске партије Албанаца Мендух Тачи изјавио је како је Македонија експериментална држава у којој су Албанци и даље жртве убијања и мучења. Он је такође навео како је Охридски споразум, склопљен након сукоба у Македонији 2001. године, мртво слово на папиру и да је рок за његову имплементацију истекао још 2004. године. Тачи је закључио да је у случају промена граница на Балкану пожељно оформити етничку албанску државу.

## Повезани инциденти изван Северне Македоније
Увече 10. марта на македонској амбасади у Приштини су разбијена прозорска стакла, а албанска партија Уникомб, чији је програм уједињење свих Албанаца, позвала је преко интернета на протесте у уторак 13. марта испред амбасаде Републике Македоније у Тирани.
У ноћи између 16. и 17. марта бачен је молотовљев коктел на амбасаду Републике Македоније у Приштини Тежи инцидент спречен је интервенцијом полиције. На згради амбасаде, према извештају РТС-а, приметна су мања оштећења.

## Хапшење осумњичених за злочин код Железарских језера
Македонска полиција је 1. маја извела акцију кодног имена „Монструм“ током које је приведено 20 радикалних исламиста осумњичених за убиство петорице Македонаца. Полиција сумњичи три лица да су директни извршиоци убиства. Од ове тројице, само је један ухапшен док су остала двојица у бекству.
Један број ухапшених осумњичен је за тероризам, а неки од њих су учествовали у борбама против НАТО-а у Авганистану и Пакистану. Гордана Јанкуловска, министарка унутрашњих послова Македоније, саопштила је да је мотив убистава било „изазивање несигурности и страха код становништва“. Током полицијске акције одузета је већа количина оружја, укључујући и оружје за које постоји сумња да је њиме извршен злочин. У акцији је учествовало око 800 полицајаца.

### Протест Албанаца у Скопљу
Дана 4. маја, након молитве у џамији, неколико стотина Албанаца започело је протест у скопском насељу Бит Пазар под називом „Стоп монтираним случајевима“. Демонстранти су се организовали преко фејсбука, а њихов број је ускоро нарастао са неколико стотина на неколико хиљада учесника. Демонстранти су тражили ослобађање ухапшених у акцији „Монструм“, узвикујући да су „Албанци муслимани али да нису криминалци и терористи“. Пред зградом владе Македоније узвикивали су пароле: „Ко се не придружи издајник“, „Полицајци убице“, „Алах је један, Алах је велики“, „Велика Албанија“, „УЧК“... Демонстранти су такође носили државне симболе Албаније и исламске зелене заставе.